# آرامگاه فردوسی
آرامگاه فردوسی محل خاکسپاری حکیم ابوالقاسم فردوسی در توس است. این بنا به‌دست هوشنگ سیحون برپایهٔ طرح پیشین کریم طاهرزاده بهزاد، با اندکی تغییر در اندازه و تزئینات، طراحی و بازسازی شد. معمار مجری ساختمان حسین لرزاده، و حسین حجارباشی زنجانی و تقی درودیان مباشر ساخت این بنا بودند. آرامگاه فردوسی در سال ۱۳۱۳ ه‍.ش برابر با ۱۹۳۴ م گشوده شد.
آرامگاه فردوسی بارها ساخته و ویران شده است. در گزارش‌هایی که در دو سدهٔ اخیر ازسوی پژوهشگران ایرانی و خارجی انجام شده‌بود، بنایی محقر و پوشیده از گندمزار به‌چشم آمده است. سرانجام در آغاز سدهٔ چهارده خورشیدی و هم‌زمان با ملّی‌گرایی نوین ایران، تلاش‌ها برای ساخت آرامگاهی شایستهٔ فردوسی ازسر گرفته شد. مساحت کنونی مجموعهٔ آرامگاه نزدیک به شش هکتار و دربردارندهٔ باغ آرامگاه، استخر و تندیسی از فردوسی اثر ابوالحسن صدیقی در جلوی آن، بنای یادبود، ساختمان‌های اداری، کتابخانه، موزه، آرامگاه مهدی اخوان ثالث و آرامگاه محمدرضا شجریان است. معماری داخلی بنا نیز دربردارندهٔ کاشی‌کاری‌ها، نقوش سنگی برجسته از داستان‌های شاهنامه و کتیبه‌هایی سنگی از سروده‌های فردوسی و دیگران است.
این بنا در تاریخ ۱۸ آذر ۱۳۵۴ با شمارهٔ ثبت ۱۱۷۶ به‌عنوان یکی از آثار ملی ایران به ثبت رسیده است.

## جایگاه کنونی
مجموعهٔ فرهنگی باغ آرامگاه فردوسی در توس و در ۲۵ کیلومتری شمال‌غربی شهر مشهد، میان دو روستای طوس سفلی و اسلامیه در مسیری منشعب از بزرگراه مشهد–قوچان، نزدیک به شهر تاریخی تابران و بقعهٔ تاریخی هارونیه قرار دارد. روستای پاژ زادگاه فردوسی در ۲۸ کیلومتری شرق آرامگاه فردوسی است.

## پیشینهٔ آرامگاه
چنان‌که مشهور است، پیکر فردوسی را به دلیل شیعه بودن به گورستان راه ندادند و به‌ناچار او را در باغ خودش واقع در شهر تابران طوس، نزدیک به دروازهٔ شرقی رزان به خاک سپردند. آرامگاه او زیارتگاه اهل دانش و معرفت بود و باآن‌که بارها آن را با خاک یکسان کردند از نو ساخته می‌شد. گزارشی نه‌چندان درست از «پیشگفتار بایسنقری» ساختن نخستین بنا بر مدفن فردوسی را به ارسلان جاذب، سپهسالار سلطان محمود غزنوی و حاکم طوس در زمان فردوسی، نسبت داده که یاد او در دیباچهٔ شاهنامه آمده است. به‌خاطر ارادت به فردوسی بر آرامگاه او قبه‌ای ساخت. نزدیک به صد سال پس از مرگ فردوسی این بنا برپا بود تا این که در ۵۱۰ ه‍.ق نظامی عروضی از مدفن فردوسی دیدن کرد. به ظاهر در هنگام یورش غزها در سال‌های ۵۴۸، ۵۵۲ و ۵۵۳ ه‍.ق و سپس لشکریان چنگیز و پسرش تولی‌خان در سال‌های ۶۱۷ و ۶۱۸ ه‍.ق به طوس، هنوز پابرجا بود. چراکه در هنگام حکمرانی گرگوز، امیر مغول (۶۳۸–۶۴۱ ه‍.ق) برای بنیان قلعه‌ای در طوس، بنای آرامگاه ویران و از مصالح آن برای بنای قلعه بهره برده‌شد. سپس در روزگار فرمانروایی غازان خان، امیر ایسن قُتلُغ ساختمانی بر آن برپا کرد و خانقاهی در کنارش ساخت. پیش از پایان ساخت، امیر ایسن قتلغ درگذشت. آرامگاه فردوسی تا حدود نیمهٔ سدهٔ هشتم ه‍.ق آشکار بود، آن‌چنان‌که در نزهةالقلوب آمده که آرامگاه فردوسی در کنار قبر محمد غزالی و معشوق طوسی و بر جانب شرقی طوس بوده است، بااین‌که این نشانی چندان دقیق به‌چشم نمی‌آید. در تذکرةالشعرا گزارش شده که مدفن فردوسی در طوس و کنار بنای عباسیه است که جای او معلوم است. به گمان محیط طباطبایی، «عباس» و «عباسیه» از «آیسن» و «آیس» دگرگونی یافته و گزارش دولتشاه سمرقندی اشاره به همان خانقاهی است که امیر ایسن قتلغ ساخته‌بود و جایگاه کنونی آن، نزدیک به هشتصد متر با آرامگاه فاصله دارد و به هارونیه شناخته می‌شود. عبیدالله خان ازبک در یورش‌هایی که به خراسان و بنا به تعصبی که ضد شیعیان داشت، دستور ویرانی آرامگاه فردوسی را داد. قاضی نورالله شوشتری در دیدار خود از آرامگاه در حدود سال ۱۰۰۰ ه‍. ق، آن را به‌خوبی عیان گزارش کرده که مردمان از همهٔ سرزمین‌ها، به‌ویژه شیعیان امامی، به دیدار آن می‌رفتند.

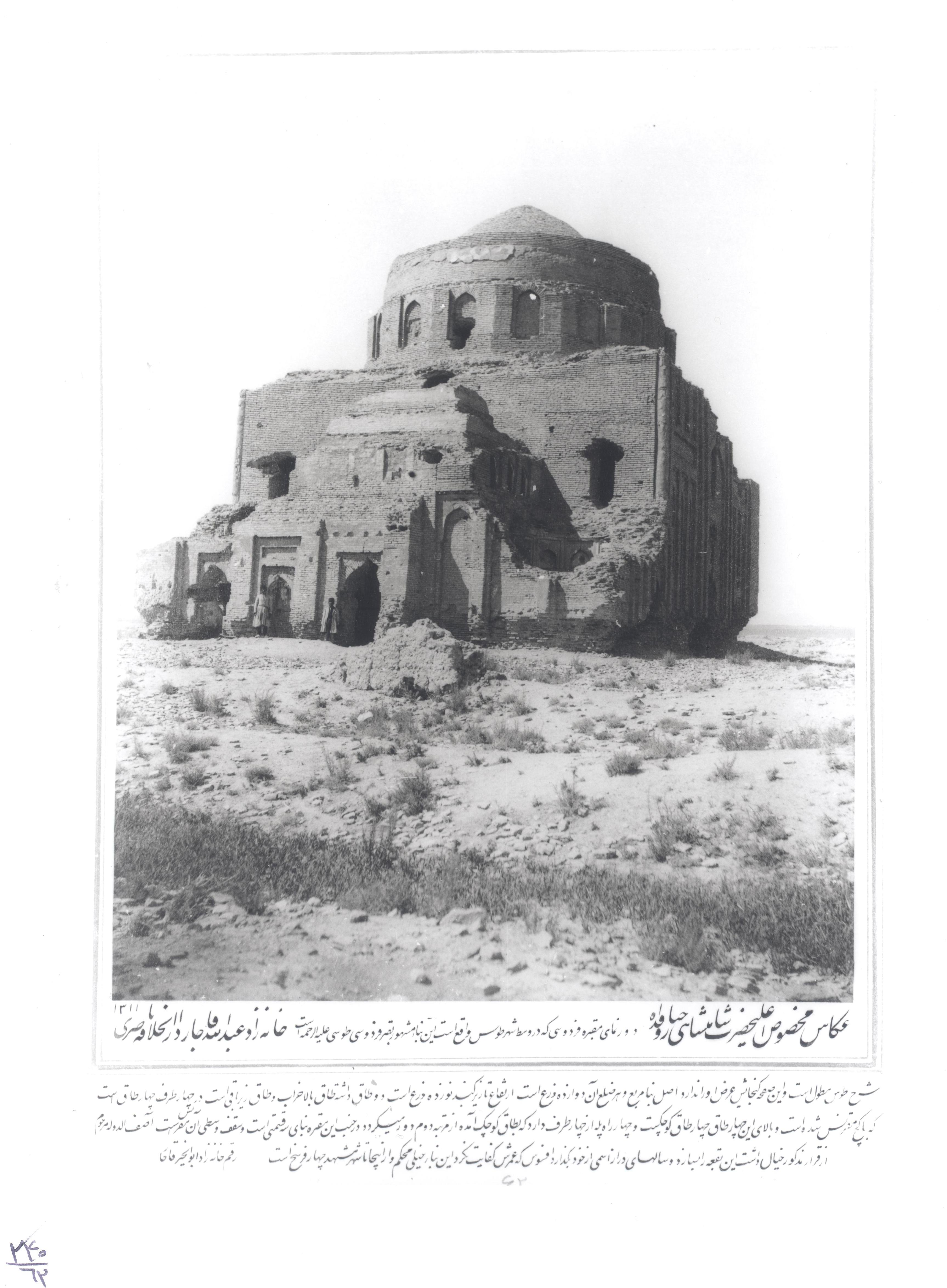
وضعیت آرامگاه فردوسی در ۱۳۱۱ هجری قمری

ویلیام فریزر مأمور کمپانی هند شرقی، در سال ۱۲۳۶ ه‍.ق از آن دیدن کرد و در گزارش خود آن را مدفنی محقر با گنبدی کوچک توصیف کرده است. پس از آن، خانیکوف، پژوهشگر و کنسول روس و رئیس هیئت اعزامی به خراسان، در دیدار خود از طوس، نشانی از آرامگاه ندید. اما با نگرش به گزارش لرد کرزن انگلیسی، آرامگاه فردوسی همان‌گونه که فریزر گزارش کرده‌بود، تا حدود سال ۱۲۵۴ ه‍.ش آشکار بوده است، اما پس از آن، گندمزار آن را پوشاند. والنتین ژوکوفسکی هم در سال ۱۸۹۰ م آن را در زیر تپه‌ای پوشیده با آجر و قطعه‌های کاشی گزارش کرده است. بعدها هنگامی‌که عبدالوهاب آصف‌الدوله والی خراسان بود، از سوی ناصرالدین‌شاه به جستجوی آرامگاه مأمور شد و با راهنمایی چند فرانسوی که از طوس دیدن کرده‌بودند، موفق به یافتن آرامگاه شد و با نگرش به ساخت بنایی شایسته در آینده، به‌طور موقت دو اتاق بر آن ساخت. محمدتقی بهار در ۱۳۱۸ ه‍.ق از آن بازدید کرده و آن را «زمینهٔ آماده‌ای برای بنا» یافته‌بود. او در سال ۱۳۰۲ ه‍.ش (۱۳۴۱ ه‍.ق) در مقاله‌ای آرامگاه را سکویی بی‌سقف و محصور توصیف کرده‌بود.

## تاریخچهٔ ساخت و بازسازی
پیدایش ملّی‌گرایی در آغاز سدهٔ چهارده خورشیدی در ایران، پژوهشگران و اندیشمندان را بر آن داشت تا درخواست ساخت آرامگاهی درخور و شایسته برای سرایندهٔ ملی و نگاه‌بان هویت و تاریخ ایران، از دولت داشته‌باشند. عبدالحسین خان سردارمعظم (تیمورتاش) نخستین کسی بود که کوشش عملی برای ساخت آرامگاه را آغاز کرد. او در دوازدهم امرداد ۱۳۰۳ در زمانی که نماینده نیشابور در مجلس شورای ملی بود، خواهان تصویب بودجه‌ای برای ساخت آرامگاه فردوسی شد. در طرحی که به مجلس داد آمده بود:

«هر ملتی مکلف است که نسبت به مفاخر تاریخی خود ابراز علاقه‌مندی کرده و از بروز قدردانی خودداری نکند. قدر و رتبه حکیم ابوالقاسم فردوسی که مایه فخر ایران تنها نبوده، بلکه یکی از مفاخر بشریت محسوب است، بر کسی مستور نیست و سزاوار نخواهد بود که مدفنش در حال حالیه و تقریباً از بین رفته و محو شود و با سایر خرابه‌های شهر طوس تفاوتی نداشته باشد».

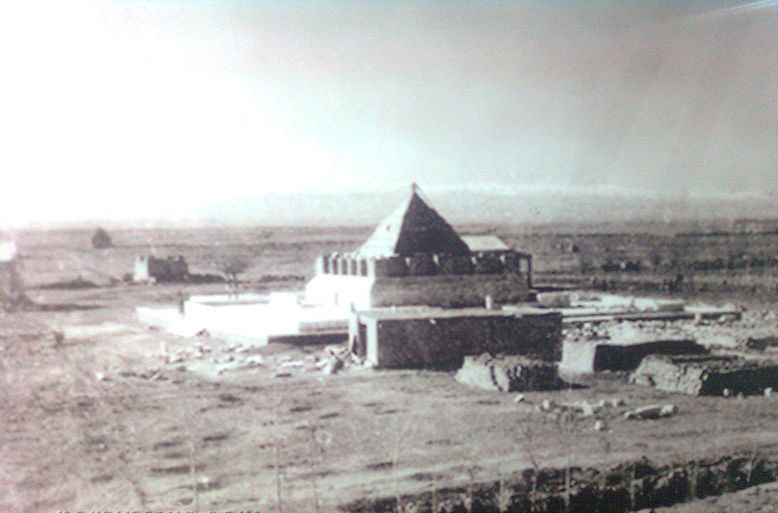
آرامگاه فردوسی، سال ۱۳۱۰ تا ۱۳۱۳

ملک‌الشعرای بهار که او نیز در همان مجلس به عنوان نماینده تبریز حضور داشت، چندین نوشتار دربارهٔ نیاز به ساخت آرامگاه نوشت و از رضاخان که نخست‌وزیر بود، درخواست کرد که ملّی‌گرایی خود را با ساخت آرامگاه فردوسی نشان دهد. او نوشت: «در غیر این صورت، ما مردمان خراسان خود این کار را انجام خواهیم داد.» اما تا اواخر این دوره از مجلس، تدبیری برای تأمین هزینه ساخت آرامگاه در نظر گرفته نشد تا اینکه در اول بهمن ۱۳۰۴به پیشنهاد شیخ‌الرئیس افسر نماینده سبزوار، ماده واحده‌ای از تصویب مجلس گذشت که تمبری به یادبود هزاره فردوسی چاپ شود و درآمد آن به ساخت آرامگاه فردوسی اختصاص یابد.

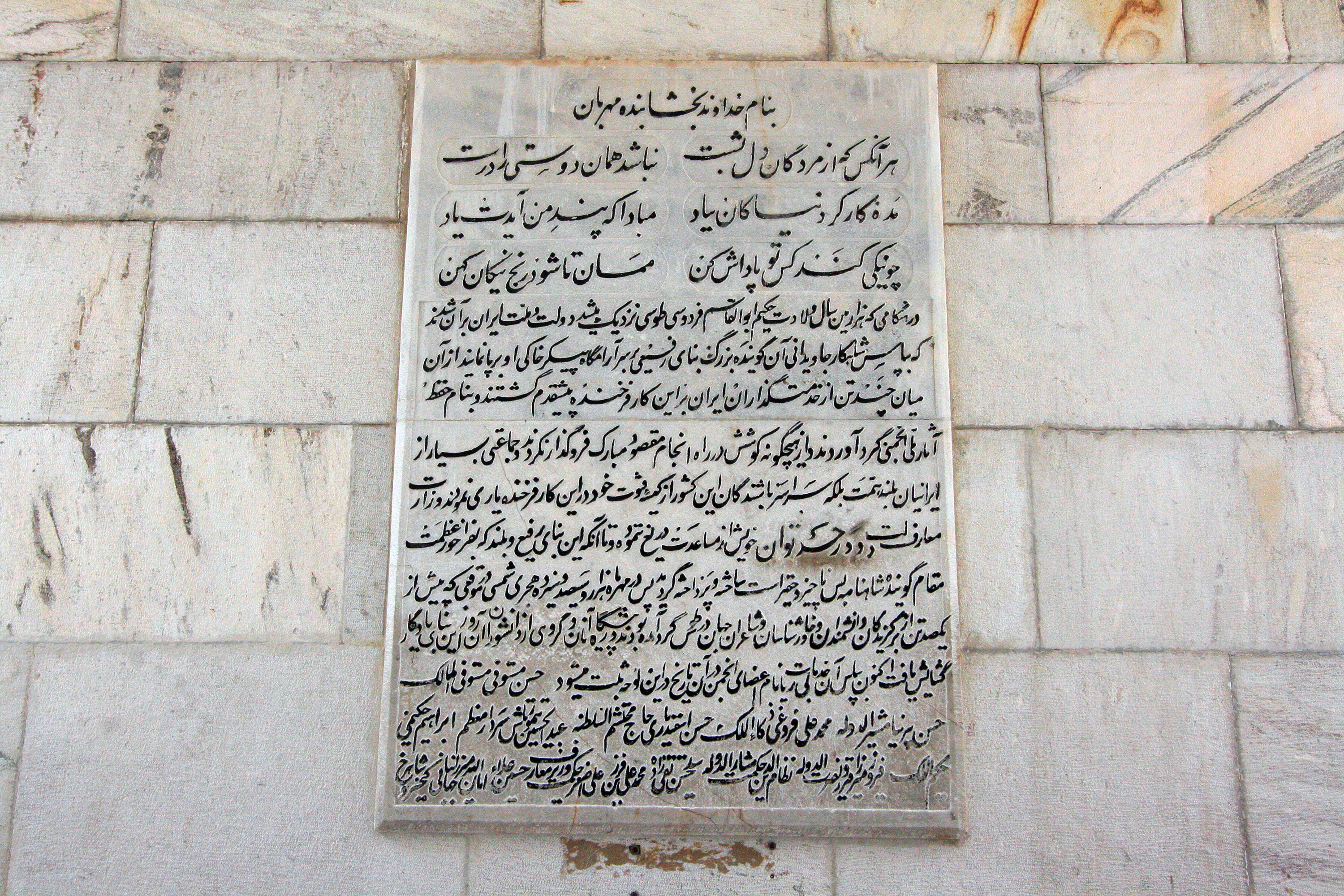
کتیبهٔ نام اعضای انجمن آثار ملی به‌هنگام ساخت آرامگاه (برخی کلمات پس از انقلاب تراشیده شده و تغییر یافتند)

(نکته: بجز اشعار فردوسی (که اصل آن، در پرانتز آورده شده)، بقیه موارد طبق نوشته فعلی است)
به نام خداوند بخشاینده مهربان
هرآنکس که از مردگان دل بشست،
نباشد همان دوستی را درست
(نباشد ورا نیکویها درست)
مده کارکرد نیاکان بباد
(همیشه جهان بر تو فرخنده باد)،
مبادا که پندِ من آیدت یاد
چو نیکی کند کس تو پاداش کن
(چو نیکی نمایند پاداش کن)،
مَمان تا شود رنج نیکان کهن
(مَمان تا شود رنج نیکی کهن)
در هنگامی که هزارمین سال ولادت حکیم ابوالقاسم فردوسی طوسی نزدیک می‌شد، دولت و ملت ایران بر آن شدند که به پاس شاهکار جاویدانی آن گوینده بزرگ، بنای رفیعی بر سر آرامگاه پیکر خاکی او برپا نمایند.
از آن میان چند تن از خدمتگذاران ایران، بر این کار فرخنده پیشقدم گشتند و بنام حفظ آثار ملی، انجمنی گرد آوردند و از هیچ‌گونه کوشش در راه انجام مقصود مبارک، فروگذار نکردند؛ و جماعتی بسیار از ایرانیان بلندهمت، بلکه سراسر باشندگان این کشور، از کمینه فتوّت خود در این کار فرخنده، یاری نمودند. وزارت معارف دولت در حد توان خویش از مساعدت دریغ ننموده و تا آنکه این بنای رفیع و بلند، که به فراخور عظمت مقام گوینده شاهنامه بس ناچیز و حقیر است، ساخته و پرداخته گردید.
پس در مهرماه هزار و سیصد و سیزده هجری شمسی، در موقعی که پیش (بیش) از یکصد تن از برگزیدگان، دانشمندان و خاورشناسان و شاعران جهان در طوس گرد آمده بودند، در پیشگاه آنان و گروهی از دانشوران آن روز، این بنای یادگار گشایش یافت.
اکنون به پاس آن خدمات بی‌ریا، نام اعضای انجمن در آن تاریخ، در این لوحه ثبت می‌شود:
حسن مستوفی مستوفی الممالک
حسن پیرنیا مشیر الدوله
محمد علی فروغی ذکاء الملک
حسن اسفندیاری حاج محتشم السلطنه
عبدالحسین تیمورتاش سردار معظم
ابراهیم حکیمی حکیم الملک
فیروز میرزا فیروز نصرت الدوله
نظام الدین حکمت مشارالدوله
سید حسن تقی‌زاده
محمد علی فرزین
علی اصغر حکمت وزیر معارف
حسین علاء
امان‌الله میرزا جهانبانی
کیخسرو شاهرخ

ساخت آرامگاه را انجمن آثار ملی به عهده گرفت که به‌تازگی گشایش یافته‌بود و افراد بانفوذی چون حسن پیرنیا، حسن مستوفی، محمدعلی فروغی، حسین علاء، سید حسن تقی‌زاده و حسن اسفندیاری عضو آن بودند. این انجمن روند ساخت آرامگاه را از اردیبهشت ۱۳۰۵ آغاز و ارباب کیخسرو شاهرخ نماینده زرتشتیان را مأمور کرد تا جای درست مدفن فردوسی را پیدا کند. در آن هنگام مدفن فردوسی در باغی ازآنِ حاج میرزا محمدعلی قائم مقام‌التّولیه افتاده‌بود. سرانجام مدفن در تختگاهی در اندازه‌های شش متر در پنج متر و بلندی ۱٫۴ متر شناسایی شد. باغ به مساحت بیست و سه هزار مترمربع ازسوی حاج میرزا محمدعلی برای ساخت آرامگاه به رضاشاه پیشکش، و ازسوی رضاشاه به انجمن اهدا شد. افزون بر این، هفت هزار متر از زمین‌های پیرامون باغ ازسوی حسین ملک به انجمن واگذار شد و مساحت مجموعه به سی هزار متر رسید. برپایهٔ لوح سمت غربی مجموعهٔ آرامگاه، در سال ۱۳۰۹، ۲۵٬۲۵۰ مترمربع دیگر ازسوی حاج میرزا محمدعلی، و در سال ۱۳۴۵، ۲۵٬۳۷۵ مترمربع ازسوی فرزندانش به مجموعه بخشیده‌شد.
هزینهٔ ساخت آرامگاه ۲۵ هزار تومان برآورد می‌شد. انجمن آثار ملی به پیشنهاد ارباب کیخسرو برگه‌هایی چاپ کرد تا از طریق آن برای کمک مالی یا قرعه‌کشی برای ساخت آرامگاهی شایستهٔ فردوسی، فراخوانی همگانی شود اما تا ۳۰ خرداد ۱۳۰۶ انجمن آثار ملی نتوانست بیش از ۳٬۷۳۸ تومان جمع کند. در این تاریخ، ارباب کیخسرو که مسئول امور اداری و مالی مجلس شورای ملی بود، از مجلس درخواست کرد بیست هزار تومان از بودجهٔ خود را به ساخت آرامگاه فردوسی اختصاص دهد. مجلس در ۲۹ تیر به این درخواست رأی موافق داد، مشروط بر اینکه ارباب کیخسرو خود ناظر بر هزینهٔ آن باشد و بنای آرامگاه تا حداکثر دو ماه پس از دریافت بودجه آغاز شود.

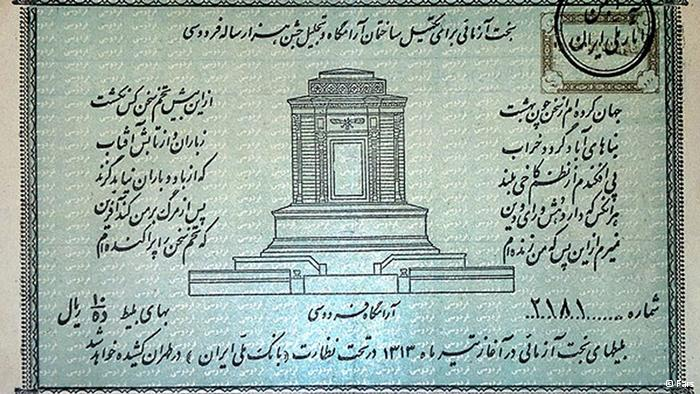
بلیت بخت‌آزمایی برای مشارکت در ساخت آرامگاه فردوسی

درآغاز ارنست امیل هرتسفلد، باستان‌شناس آلمانی، مأمور طراحی نقشهٔ آرامگاه شد که انجمن آن را رد کرد. پس از آن، طراحی نقشه را ارباب کیخسرو به کریم طاهرزادهٔ بهزاد پیشنهاد داد که آن نیز پذیرفته نشد و بنا به مسابقه برای طراحی نقشه شد. هرتسفلد، آندره گدار معمار و باستان‌شناس فرانسوی، نیکلای مارکف معمار گرجستانی‌تبار و کریم طاهرزادهٔ بهزاد در آن شرکت کردند. سرانجام طرح طاهرزادهٔ بهزاد برگزیده و در سال ۱۳۰۷ در انجمن تصویب شد. این طرح به سبک ساختمان‌های هخامنشی با سرستون‌های بلند و در سه اشکوبه میان باغی بزرگ بود. اندکی بعد اجرای آن متوقف و طراحی نقشه‌ای دیگر ضروری به‌نظر رسید و در دستورکار قرار گرفت. طرحی تازه از گدار خواسته شد. در آن هنگام او در فرانسه بود و طرحی آماده کرد و به ایران فرستاد.
اجرای نقشه گدار، برآورد هزینه ساخت آرامگاه به شصت هزار تومان بالا رفت، حال آنکه مجموع وجوه جمع‌آوری شده بیش از ۲۷ هزار تومان نبود که تا بهار ۱۳۰۸ نوزده هزار تومان آن هزینه شده بود. ارباب کیخسرو بار دیگر دست به دامان دولت و مجلس شد. بیست هزار تومان از دولت گرفت و طرحی با امضای هفتاد نماینده به مجلس داد و ده هزار تومان نیز از مجلس گرفت.
تیمورتاش با پافشاری بر سقفی هرمی بر بنا، طرح گدار را تغییر داد و آرامگاه با سقفی هرمی ساخته‌شد. با دگرگونی روزگار تیمورتاش و نپذیرفتن سقف هرمیِ یادآورِ معماری مصر ازسوی اعضای انجمن، سقف پیشین برداشته‌شد. دیگربار با دعوت از طاهرزادهٔ بهزاد طرحی دیگر ریخته‌شد که با دگرگونی در طرح گدار، سقفی پلکانی جایگزین سقف هرمی شد. نقشهٔ جدید در بیست و هشتم مهر ۱۳۱۲ از سوی انجمن تصویب شد. نظارت بر ساخت طرح تازه، به حسین لرزاده واگذار شد. سرانجام ساخت بنا پس از هشت سال در ۱۳۱۳ هم‌زمان با جشن هزارهٔ فردوسی به پایان رسید. بنا از استواری کافی برخوردار نبود و اندک‌اندک نشست کرد. بازسازی و تعمیر به هوشنگ سیحون واگذار شد و در سال ۱۳۴۷ به پایان رسید.
در چند سال اخیر بازسازی فضای بیرونی آرامگاه مورد توجه قرار گرفته است. در همین راستا بازآفرینی جلوخان با پیگیری‌های شهرداری و شورای پنجم شهر مشهد و پس از امضای تفاهم‌نامهٔ مشترکی از سوی شهردار سابق مشهد، رئیس شورای شهر مشهد و مدیر کل میراث فرهنگی، صنایع دستی و گردشگری خراسان رضوی، در اردیبهشت سال ۱۳۹۷ آغاز شد. پروژهٔ جلوخان، بازپیرایی فضای حریم آرامگاه فردوسی است که مورد غفلت واقع شده بود. فاز سوم جلوخان در ۱۹ تیرماه ۱۳۹۹ توسط محمدرضا کلایی شهردار مشهد افتتاح شد.

## ویژگی‌های معماری مجموعه

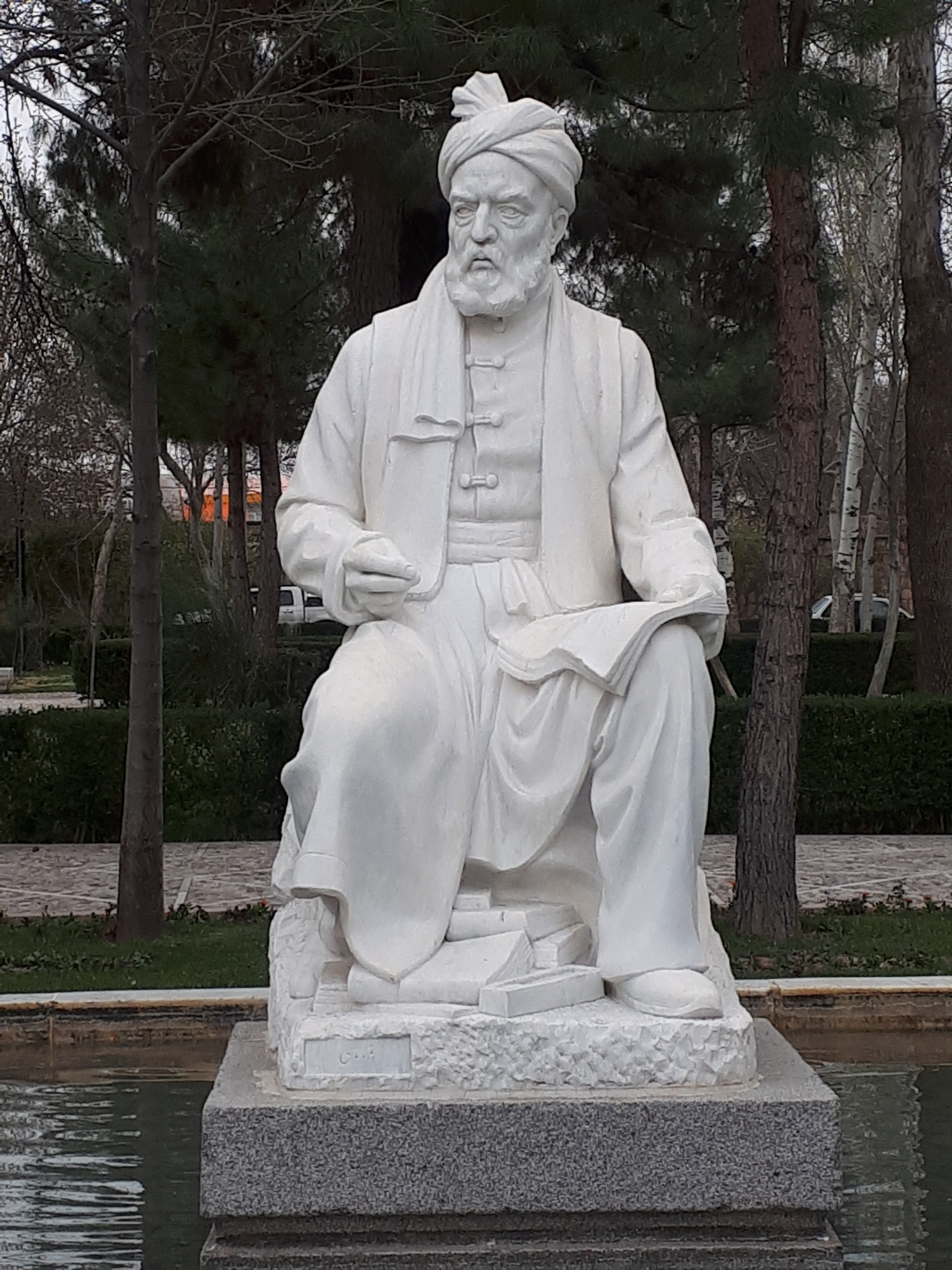
تندیس فردوسی در آرامگاهش، ساخته حسن صدیقی.

مساحت کنونی مجموعهٔ آرامگاه نزدیک به شش هکتار و دربردارندهٔ باغ آرامگاه، استخر، بنای یادبود، ساختمان‌های اداری، کتابخانه، موزه و آرامگاه مهدی اخوان ثالث و محمدرضا شجریان است. ورودی مجموعه از سوی جنوب است و از دو سوی استخرِ روبه‌روی در ورودی، به آرامگاه می‌رسد. تندیسی از فردوسی اثر ابوالحسن صدیقی جلوی استخر گذارده شده است. سی فواره در سه دستهٔ ده‌گانه و آراسته با گلبرگ‌هایی از نیلوفر به نشانهٔ سی سال رنج سرایش شاهنامه درون استخر جای دارد. موزهٔ طوس یا موزهٔ فردوسی در سمت شمال غربی آرامگاه است. بنای آن اثر هوشنگ سیحون است که در سال ۱۳۴۷ ساخته شد. طراحی و اجرای ساختمان آن در یک طبقه و با الهام از برخی عناصر معماری ایرانی انجام گرفته است.

### بنای آرامگاه

#### معماری بیرونی
ساختار آرامگاه چهارگوشه است و مساحت آن ۱۰۴۳ مترمربع است. ساختمان از هر سو دارای پلکان است. ساختمان بنا به‌شکل مکعبی ساده با بلندی ۱۸ متر بر سکویی جای دارد. این مکعب از هفت مکعب کوچک‌تر و برهم نهاده ساخته شده است. مکعب نخست با طول ۲۸ متر و بلندی ۱٫۷۰ متر سکویی است که پایهٔ بنیادین بنا را می‌سازد. این مکعب با عرض چهار متر پیرامون بنا را دور می‌زند. مکعب دوم به طول ۲۰ متر و عرضی نزدیک به دو متر پیاده‌رویی را شکل می‌دهد. در سمت غربی آن دری است که پیش از بازسازی، ورودی اتاق مدفن بود و در سمت شرقی نیز دریچه‌ای بود که پس از بازسازی و انتقال مدفن به زیرزمین، بسته شد. مکعب سوم با اندازه‌های ۱۵×۱۵ متر و مکعب چهارم با اندازه‌های ۱۳×۱۳ متر و هرکدام با بلندی نزدیک به ۱٫۷۰ و با یک متر فاصله از یکدیگر و با لبه‌ها و قرنیزهای تزیینی روی‌هم گذارده شده‌اند. بر دیوارهٔ جنوبی مکعب چهارم کتیبه‌ای است که ساخت بنا و بزرگداشت فردوسی را ازسوی انجمن آثار ملی گزارش می‌کند. مکعب پنجم با بلندای نزدیک به ۱۰ متر نمای کلی آرامگاه را دربردارد. بر چهار لوح مرمرین به‌اندازهٔ ۴×۱٫۵ در چهارسوی نمای مکعب، سروده‌هایی از شاهنامه تراشیده شده که هرکدام دوازده بیت دربردارد. بر دوسوی هر کتیبه، دو ستون و هر کنج مکعب نیز یک ستون جای دارد که درمجموع دوازده ستون را شکل می‌دهند. بلندای پایه و سرستون‌های کنج ۷٫۵ متر است. پیرامون کتیبه‌ها با نقوشی به شیوهٔ هخامنشی آراسته شده است. سرستون‌ها به شکل دو سر گاوِ به‌هم‌چسبیده، نگاه‌دارندهٔ قرنیزها و لبه‌های تزیینی هستند. بر فراز و پیشانی مکعب در سوی جنوب، نشان فروهر تراشیده شده است. مکعب‌های پسین، مکعب ششم به بلندی ۱٫۸۰ و طول ۶ متر و مکعب هفتم — که بام آرامگاه است — به بلندای یک متر و طول ۴ متر بر روی یکدیگر جای دارند. سازهٔ آرامگاه یادآور زیگوراتهای باستانی است که هم استواری و ایستایی دارد و هم حرکت به سمت بالا را نشان می‌دهد و از نخستین ساختمان‌هایی است که با گرایش به معماری ایران باستان ساخته شده است.

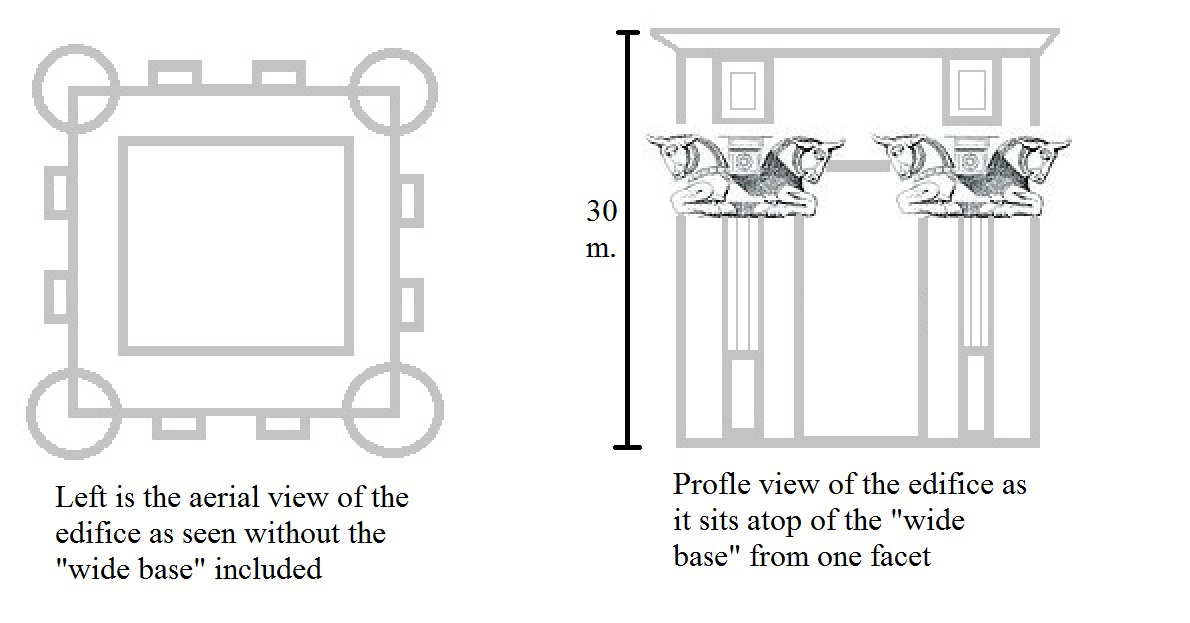
پلان روبه‌رو و بالای آرامگاه
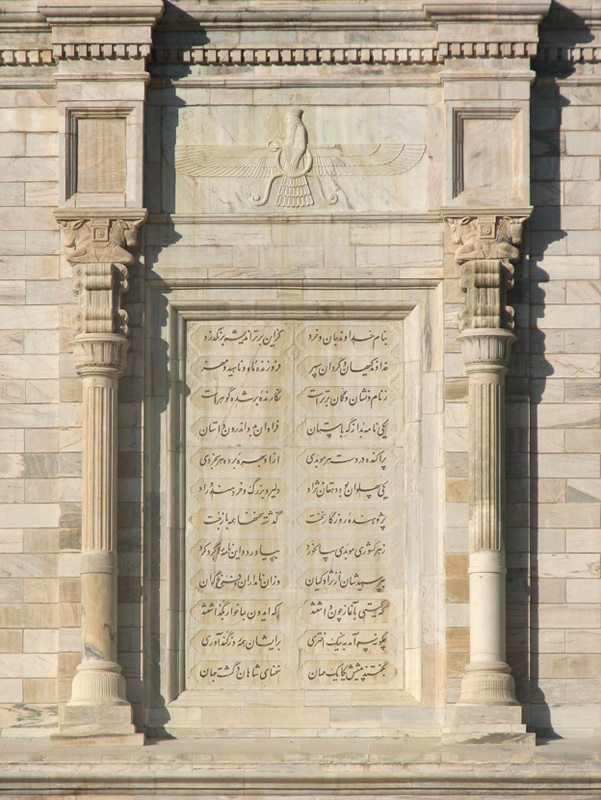
کتیبهٔ نمای جنوبی آرامگاه و دربردارندهٔ دوازده بیت نخست شاهنامه
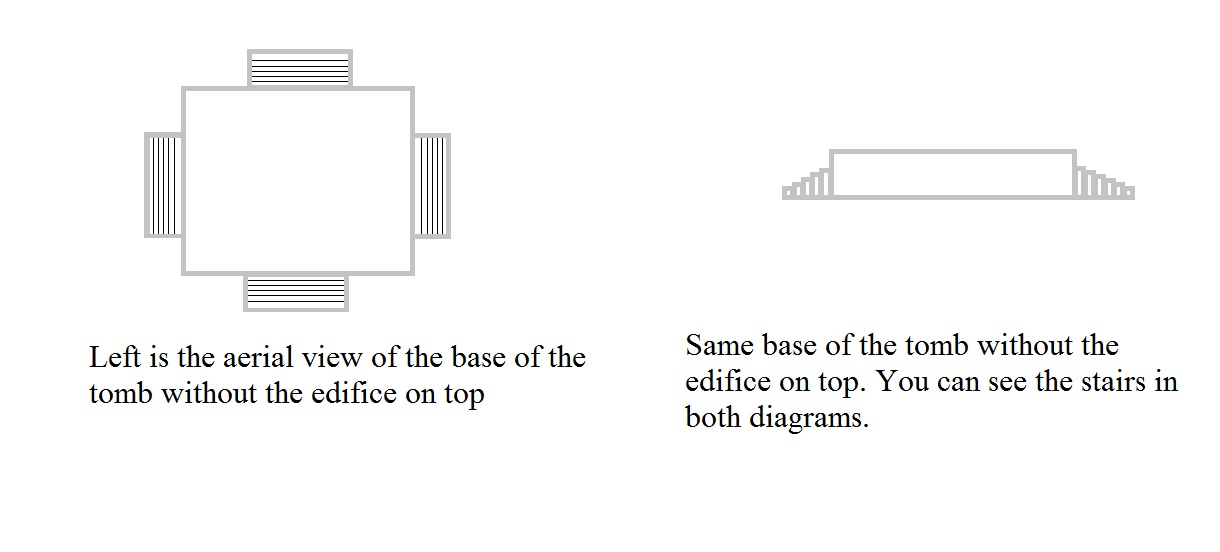
پلان روبه‌رو و بالای پلکان آرامگاه

#### معماری درونی

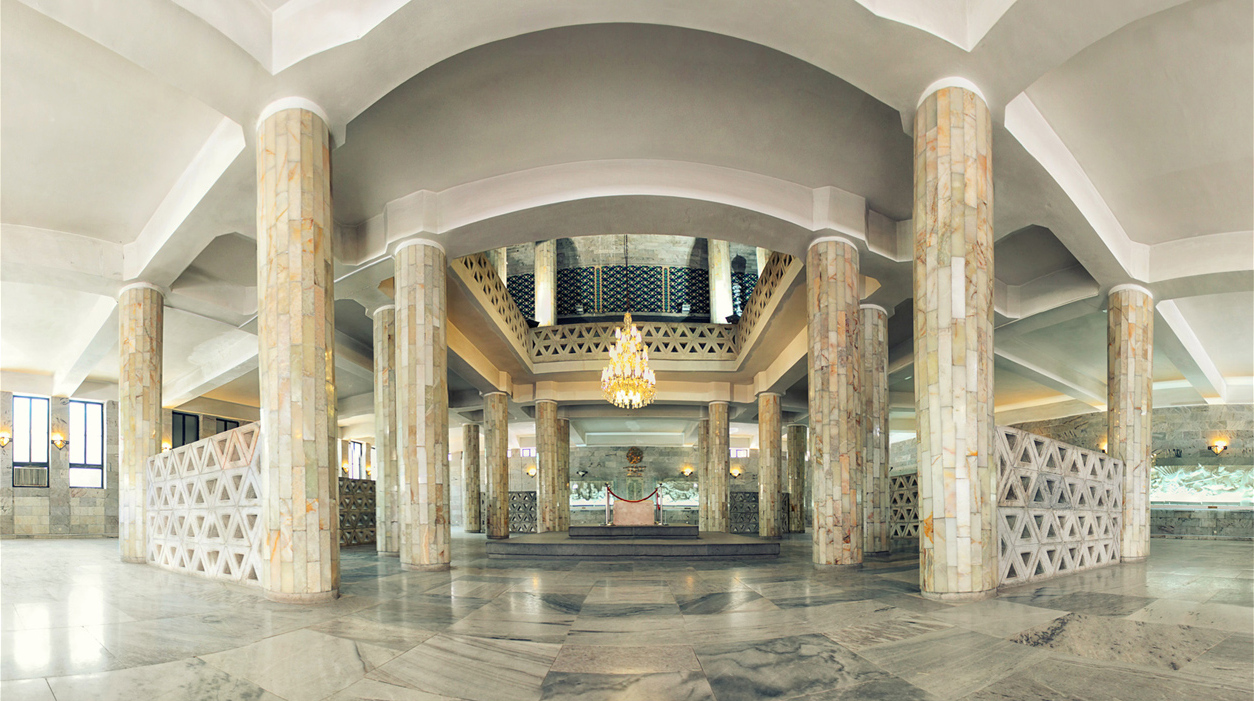
نمایی از درون آرامگاه

«به نام خداوند جان و خرد. این مکان فرخنده آرامگاه استاد گویندگان فارسی‌زبان و سرایندهٔ داستان‌های ملّی ایران حکیم ابوالقاسم فردوسی طوسی است که سخنان او زنده‌کنندهٔ کشور ایران و مزار او در دل مردم این سرزمین جاویدان است. تاریخ تولّد: ۳۲۹ هجری قمری – تاریخ وفات: ۴۱۱ هجری قمری – تاریخ بنای آرامگاه: ۱۳۵۳ هجری قمری»

ورودی بخش درونی آرامگاه از سمت غربی بناست. دو پلکان از دوسوی شمالی و جنوبی به زیرزمین و اتاق مدفن می‌رسد. بر دیوار پلکان‌ها، شش قطعه نقش‌برجستهٔ سنگی جای دارد که پیش از بازسازی بر دوسوی راهرو ورودی اتاق مدفن جای داشت. این قطعه‌ها روایت‌کنندهٔ داستان‌های «پیکار رستم»، «جنگ دلاوران ایرانی و تورانی» و «نبرد رستم و سهراب» در سمت جنوبی پلکان، و «داریوش بزرگ بر تخت سلطنت»، «دو نفر از اسپهبدان در حضور شاهنشاه ساسانی» و «آمدن پادشاه هندوستان به دربار ایران» در سمت شمالی پلکان هستند. اندازه‌های زیرزمین ۳۰×۳۰ و گودی پنج متر است. پیرامون شالودهٔ ساختمان راهروهایی برای گردش هوا و پیشگیری از نم طراحی شده است. پیشتر مدفن در اتاقی به اندازه‌های ۵×۵ متر بود و ورودی آن از گذرگاه دوم بیرون آرامگاه باز می‌شد و پس از آن به پایین انتقال داده‌شد. دیوارهای اتاق تراشیده شده، ازاین‌رو برای استواری ساختمان، ستون‌هایی دوتایی به بلندی ۵ متر در چهارگوشهٔ اتاق در نظر گرفته شده است.
دیوارهای جنوبی و شرقی این بخش از بنا نیز، دربردارندهٔ نقش‌برجسته‌هایی سنگی از داستان‌های شاهنامه و دو سنگ‌نبشتهٔ نستعلیق است. داستان نقش‌های دیواره جنوبی، «زال در پناه سیمرغ»، «نبرد زال با شیر»، «به‌کمندگرفتن رستم رخش را»، «نبرد رستم با اژدها»، «به‌کمندافتادن زن جادوگر به‌دست رستم»، «نبرد رستم با دیو سفید»، «کتیبه‌ای از چهل بیت قصیده سرودهٔ جلال‌الدین همایی در اندازه‌های ۱٫۵×۱»، «رفتن رستم به نبرد شاه مازندران»، «نبرد رستم با یکی از پیل‌تنان مازندران»، «چاره‌جویی رستم از سیمرغ برای شکست اسفندیار»، «آوردن رستم تیر دو شاخ را از جنگل» و «جنگ رستم با اسفندیار و پیروزی رستم» هستند؛ و نقش‌های دیوار شرقی عبارتند از: «ضحاک ماردوش و قیام کاوهٔ آهنگر دربرابر ضحاک»، «کتیبه‌ای دربردارندهٔ بیست بیت از فردوسی و نصب‌شده در دی‌ماه ۱۳۶۹» و «نقش‌برجسته‌ای از انوشیروان ساسانی». درمیان زیرزمین، در اندازه‌های ۶٫۲۸ متر فضایی باز تا سقف آرامگاه ادامه دارد که از آن میان سقف بالایی و همین‌طور طبقهٔ دوم — که اتاق قبر پیشتر در آن بود — دیده می‌شود. میان حصارهای مشبک و سنگی و دیوار آرامگاه، راهرویی مربع شکل است که از تراش دیوارهای اتاق قبر به‌وجود آمده است. بر دیوارهٔ این راهرو تا بلندی ۱٫۹۷ متر کاشی‌کاری‌هایی پلکانی نقش بسته است. پس از آن دیوارها نزدیک به یک متر از چهارسو به سمت درون قوس دارند. پس از آن دیواری به بلندی ۱٫۷۶ متر با کاشی‌کاری تزیین شده و پس از آن دوباره دیوارها طاقی منحنی به‌سمت درون و نزدیک به دو متر را شکل می‌دهند و سپس دیواری به بلندی ۸ متر وجود دارد. هردو دیوار انتهایی با کاشی‌هایی منقوش به خورشید و ماه و ستاره به نشانهٔ گردش شبانه‌روز تزیین شده‌اند؛ و پس از آن طاقی منحنی نزدیک به یک متر به‌سمت درون و با اندازه‌های ۵×۵ قرار دارد و دارای یازده روزنهٔ نورگیر بر روی هر دیوار است. درپایان، سقف نهایی آرامگاه به‌اندازه‌های ۲×۲ و به بلندای یک متر جای دارد که با کاشی‌های رنگی تزیین شده است. بلندی این سقف تا زمین ۲۳ متر است. درراستای سقف، دو سکوی سنگی پلکانی بر روی هم قرار دارند که در میان‌شان، سنگ قبر را در اندازه‌های ۱٫۵۴ متر و عرض ۹۰ سانتی‌متر و بلندی ۵۴ سانتی‌متر جای داده‌اند. بیست ستون پیرامون مدفن قرار دارند که در هر گوشه، دو ستون و سپس در ردیف بعدی، دوازده ستون دیگر جای گرفته‌اند. پهنای ستون‌ها نزدیک به ۷۰ سانتی‌متر و بلندی آن‌ها ۴٫۶۰ متر است. ستون‌ها بیست‌وجهی منتظم و پوشیده از سنگ مرمر هستند. ردیف دوم ستون‌ها با حصارهایی سنگی و مشبک مانند حصارهای طبقهٔ دوم به بلندی ۱٫۵ متر دوبه‌دو به یکدیگر پیوند دارند. سنگ قبر مرمر روشن با رگه‌هایی قرمزرنگ با گرتهٔ گلگون است.

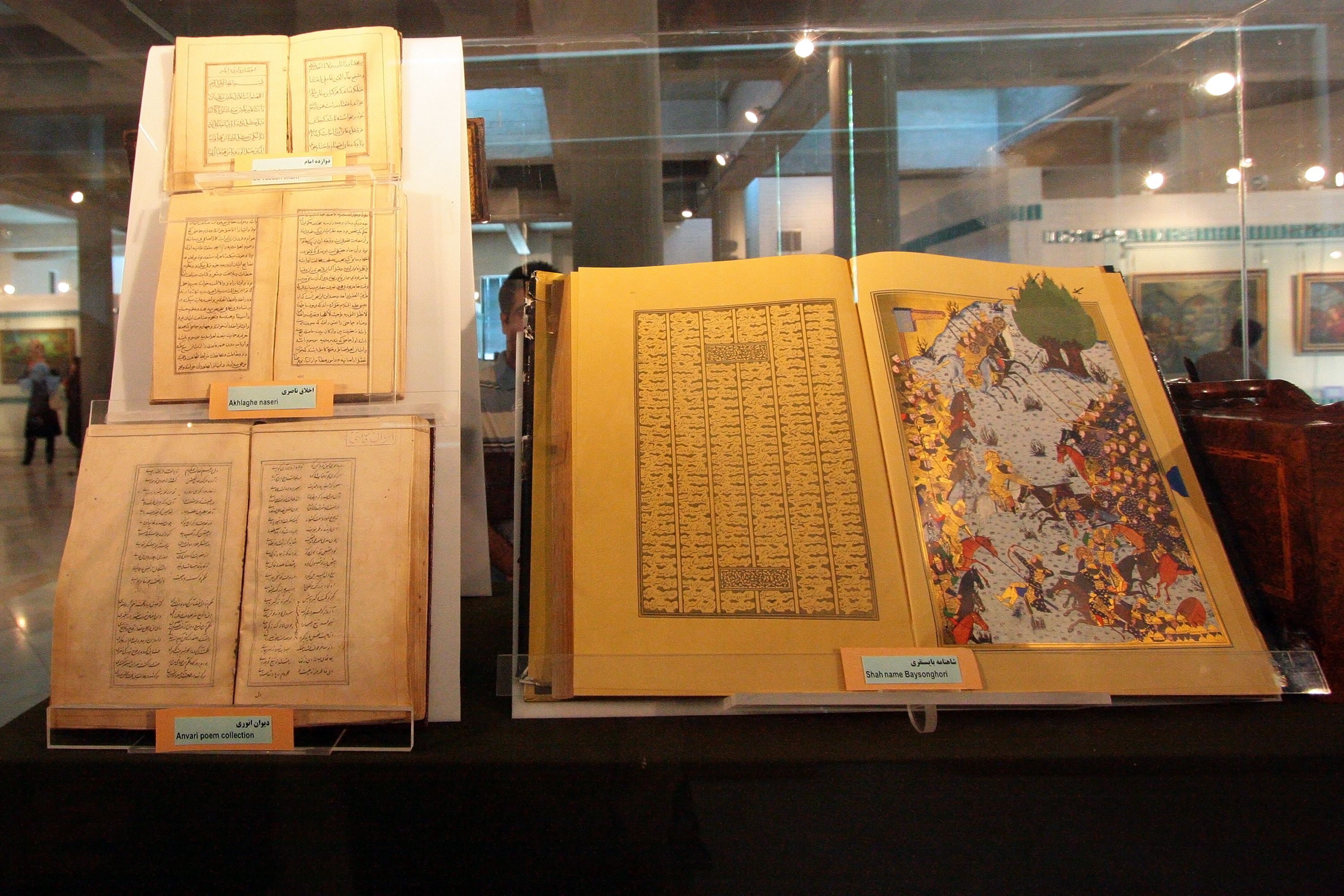
موزهٔ فردوسی در طوس
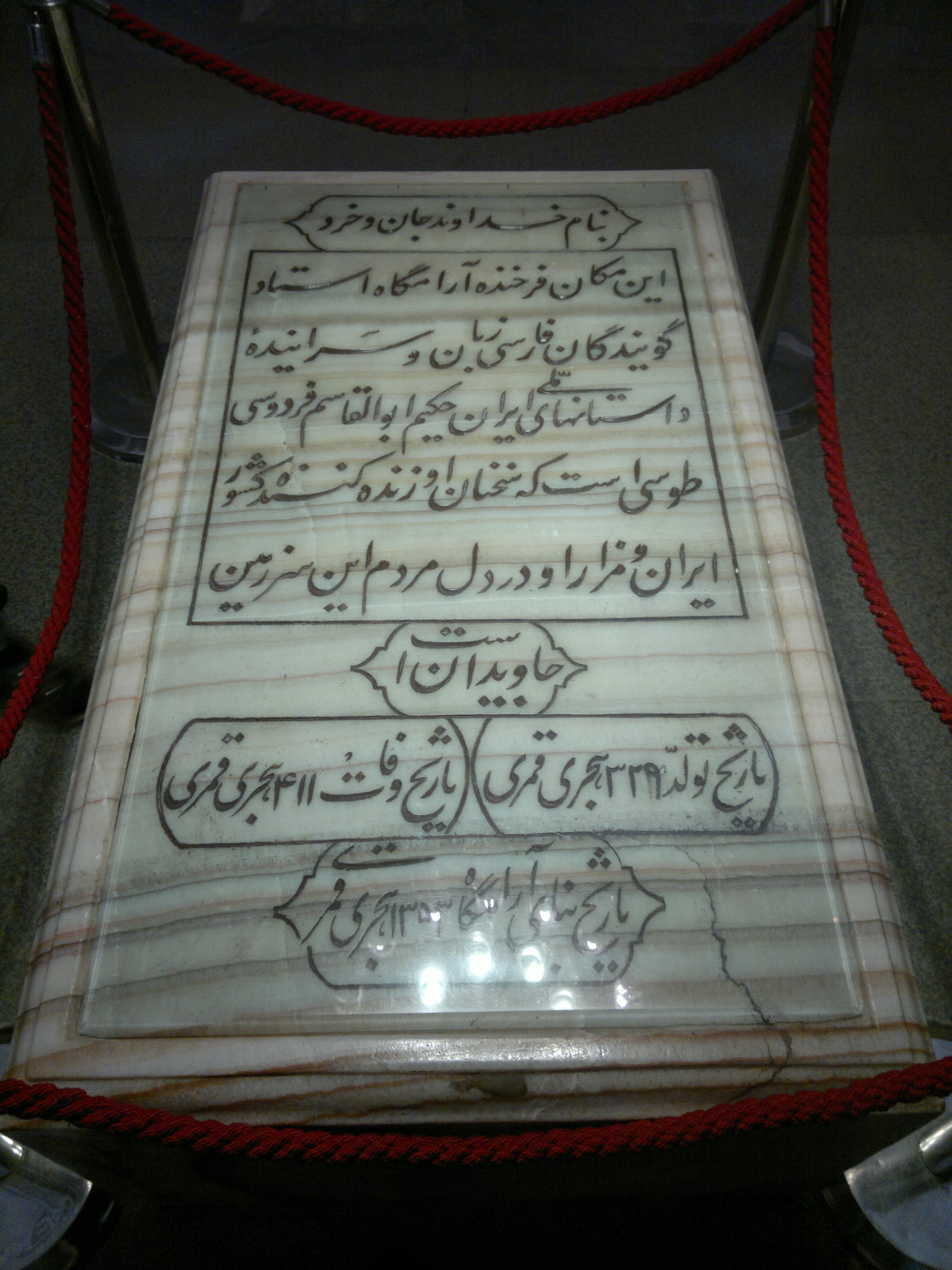
سنگ آرامگاه فردوسی
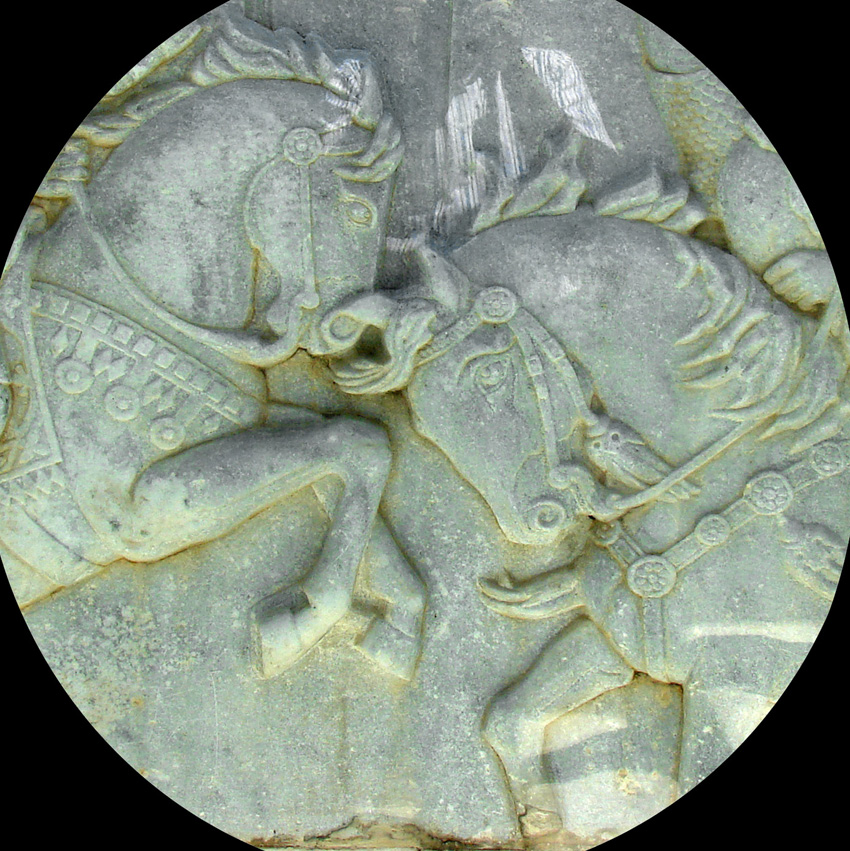
نقوش برجستهٔ سنگی فریدون صدیقی
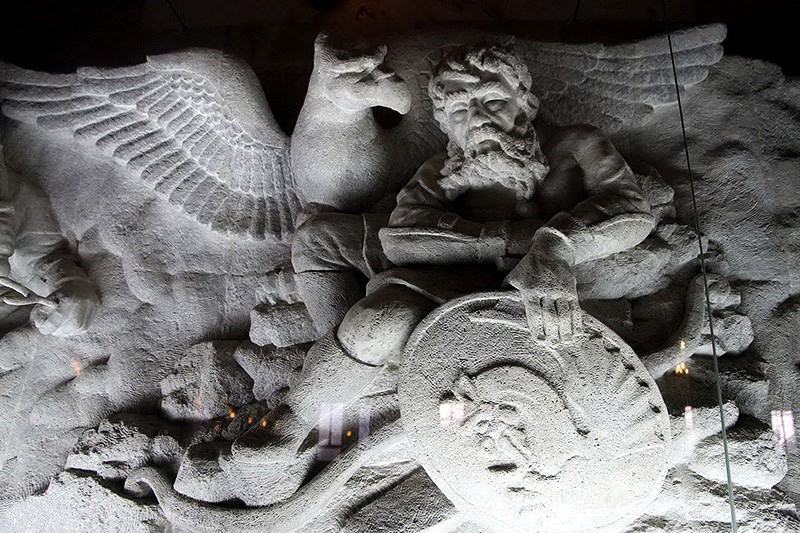
نقوش برجستهٔ سنگی از داستان‌های شاهنامه
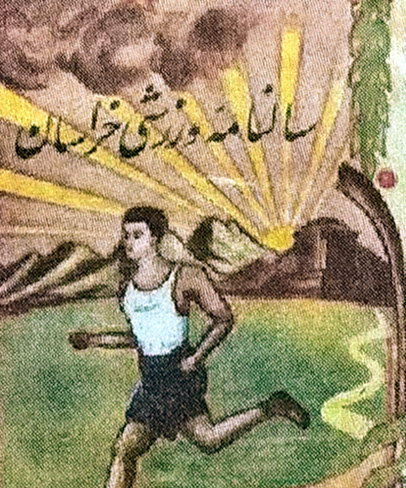
سالنامه ورزشی خراسان با تصویر آرامگاه فردوسی